# VV Alterno
VV Alterno est un club néerlandais de volley-ball fondé en 1973 et basé à Apeldoorn qui évolue pour la saison 2019-2020 en Eredivisie dames.

## Palmarès
- Coupe des Pays-Bas
  - Vainqueur : 2013[3]
  - Finaliste : 2009, 2010[4]
- Supercoupe des Pays-Bas
  - Finaliste : 2009, 2010, 2013[4] 2014[5]
- Championnat des Pays-Bas
  - Vainqueur : 2014[6]
  - Finaliste : 2018.

## Effectifs

### Saison 2019-2020
| No                                                                               | Nom                                                                              | Date de naissance                                                                | Taille                         | Poids                          | Poste                          |
| -------------------------------------------------------------------------------- | -------------------------------------------------------------------------------- | -------------------------------------------------------------------------------- | ------------------------------ | ------------------------------ | ------------------------------ |
| 1                                                                                | Yvette Visser                                                                    | 1er janvier 2001                                                                 | 178                            |                                | Libero                         |
| 2                                                                                | Sanne Konijnenberg                                                               | 30 août 2004                                                                     | 180                            | 72                             | Passeuse                       |
| 5                                                                                | Lisa Nobel                                                                       | 7 août 2000                                                                      | 181                            | 65                             | Réceptionneuse-attaquante      |
| 6                                                                                | Lauri Luijken                                                                    | 1er janvier 1994                                                                 | 184                            | 68                             | Réceptionneuse-attaquante      |
| 7                                                                                | Daphne Broekhuis                                                                 | 29 avril 2001                                                                    | 175                            |                                | Passeuse                       |
| 8                                                                                | Froukje Hoenderboom                                                              | 17 février 2000                                                                  | 178                            |                                | Réceptionneuse-attaquante      |
| 9                                                                                | Benthe Wismans                                                                   | 1er janvier 1999                                                                 | 183                            |                                | Réceptionneuse-attaquante      |
| 10                                                                               | Kirsten Bröring                                                                  | 3 juillet 2000                                                                   | 190                            | 77                             | Centrale                       |
| 11                                                                               | Moniek Jansen                                                                    | 26 août 1992                                                                     | 192                            | 85                             | Attaquante                     |
| 12                                                                               | Romy Hietbrink                                                                   | 27 octobre 1993                                                                  | 183                            |                                | Centrale                       |
| 13                                                                               | Sophie Posthumus                                                                 | 23 septembre 2004                                                                | 178                            | 61                             | Libero                         |
| 14                                                                               | Marjolijn Oskam                                                                  | 6 mai 1996                                                                       | 192                            | 75                             | Centrale                       |
| 15                                                                               | Anna Zijl                                                                        | 19 février 2002                                                                  | 185                            | 68                             | Attaquante                     |
|                                                                                  |                                                                                  |                                                                                  |                                |                                |                                |
| Encadrement technique                                                            | Encadrement technique                                                            |                                                                                  | Légende                        | Légende                        | Légende                        |
| Entraîneur : William Klaver                                                      | Entraîneur : William Klaver                                                      | Entraîneur : William Klaver                                                      | : Capitaine                    | : Capitaine                    | : Capitaine                    |
| Entraîneur(s) adjoint(s) : Erik Meijer Entraîneur(s) adjoint(s) : Frans Schäffer | Entraîneur(s) adjoint(s) : Erik Meijer Entraîneur(s) adjoint(s) : Frans Schäffer | Entraîneur(s) adjoint(s) : Erik Meijer Entraîneur(s) adjoint(s) : Frans Schäffer | : Joueuse blessée actuellement | : Joueuse blessée actuellement | : Joueuse blessée actuellement |
| Manager général : Eline Konijnenberg                                             |                                                                                  |                                                                                  |                                |                                |                                |